# Dan Aykroyd
Daniel Edward Aykroyd (Ottawa, Ontario (Canada), 1 juli 1952) is een Canadese filmacteur en komiek die mede aan de wieg stond van Saturday Night Live, waarvoor hij een Emmy Award won. Hij werd in 1989 genomineerd voor een Academy Award voor zijn rol in Driving Miss Daisy.

## Biografie
Aykroyd werd geboren in Ottawa als zoon van Peter en Lorraine Aykroyd, en studeerde criminologie en sociologie aan de Carleton University. Hij verliet echter de universiteit om in een gezelschap uit Toronto te gaan acteren. Later trok hij naar de Verenigde Staten om daar zijn acteurscarrière voort te zetten.
Als rechtgeaard bluesliefhebber was hij een tijdlang radiopresentator onder het alias Elwood Blues. Deze naam zou hij later gebruiken in de film The Blues Brothers uit 1980 waarin hij met John Belushi de hoofdrol speelde.

In 1994 kreeg Aykroyd een eredoctoraat aan de Carleton University in Ontario. In 2002 kreeg hij een ster op Canada's Walk of Fame.
Aykroyd is getrouwd met Donna Dixon en heeft drie dochters. Zijn broer Peter Aykroyd is onderzoeker.

## Interesse in ufologie
Aykroyd is geïnteresseerd in ufologie. Hij is een levenslang lid van en officiële Hollywood-consultant voor Mutual UFO Network. In 2005 produceerde hij een dvd met de titel Dan Aykroyd: Unplugged on UFO's. Daarin bespreekt hij in een 80 minuten durend interview met ufoloog David Sereda in detail alle aspecten van het ufo-fenomeen.

## Filmografie (selectie)
- Saturday Night Live - tv-show vanaf 1975
- Love at First Sight (1977)
- Mr. Mike's Mondo Video (1979)
- 1941 (1979)
- The Blues Brothers (1980)
- Neighbors (1981)
- Doctor Detroit (1983)
- Trading Places (1983)
- Indiana Jones and the Temple of Doom (1984) (cameo)
- Ghostbusters (1984)
- Nothing Lasts Forever (1984)
- Into the Night (1985)
- Spies Like Us (1985)
- Dragnet (1987)
- Caddyshack II (1988)
- The Great Outdoors (1988)
- She's Having a Baby (1988)
- The Couch Trip (1988)
- My Stepmother Is an Alien (1988)
- Ghostbusters II (1989)
- Driving Miss Daisy (1989)
- Masters of Menace (1990)
- Loose Cannons (1990)
- Nothing But Trouble (1991)
- My Girl (1991)
- Chaplin (1992)
- Sneakers (1992)
- This Is My Life (1992)
- Coneheads (1993)
- Exit to Eden (1994)
- North (1994)
- My Girl 2 (1994)
- Casper (1995)
- Tommy Boy (1995)
- Canadian Bacon (1995)
- The Random Factor (1995, stem)
- My Fellow Americans (1996)
- Feeling Minnesota (1996)
- Celtic Pride (1996)
- Getting Away with Murder (1996)
- Sgt. Bilko (1996)
- Grosse Pointe Blank (1997)
- The Arrow (1997)
- Blues Brothers 2000 (1998)
- Antz (1998) (stem)
- Susan's Plan (1998)
- Diamonds (1999)
- Loser (2000)
- The House of Mirth (2000)
- Stardom (2000)
- Pearl Harbor (2001)
- On the Nose (2001)
- The Curse of the Jade Scorpion (2001)
- Evolution (2001)
- Crossroads (2002)
- Unconditional Love (2002)
- Bright Young Things (2003)
- Christmas with the Kranks (2004)
- Intern Academy (2004)
- The Devil and Daniel Webster (2004)
- 50 First Dates (2004)
- I Now Pronounce You Chuck & Larry (2007)
- War, Inc. (2008)
- Yogi Bear (2011)
- Ghostbusters (2016)
- Ghostbusters: Afterlife (2021)
- Ghostbusters: Frozen Empire (2024)

## Ogen
- Aykroyd heeft een blauw en een bruin oog ("heterochromie").

- Bibsys: 98042568
- Biblioteca Nacional de España: XX895356
- Bibliothèque nationale de France: cb13890998v (data)
- Gemeinsame Normdatei: 134652827
- International Standard Name Identifier: 0000 0001 1370 0258
- Library of Congress Control Number: n80062617
- MusicBrainz: 295ef8d6-ab0d-48a7-90a5-d264dde5f92c
- Nationale Bibliotheek van Tsjechië: ola2002150475
- Nationale Bibliotheek van Israël: 987007442230805171
- Nationale Bibliotheek van Polen: a0000001256919
- Nederlandse Thesaurus van Auteursnamen: 071650733
- SNAC: w6fs2vx0
- Système universitaire de documentation: 069054088
- Trove: 1301195
- Virtual International Authority File: 84962002
- WorldCat: E39PBJwmYbVGRKy6VqH3THXmVC